# Lophozia groenlandica
Lophozia groenlandica là một loài Rêu trong họ Jungermanniaceae. Loài này được (Gottsche, Lindenb. & Nees) Macoun mô tả khoa học đầu tiên năm 1902.